# Paradero La Tuna
La Tuna es un paradero de ferrocarril ubicado en la localidad de La Tuna, comuna de Placilla, Chile. Formó parte del ramal San Fernando - Pichilemu.